# Pientsuvaara
Pientsuvaara är en kulle i Finland. Den ligger i Enontekis i landskapet Lappland, i den norra delen av landet, 900 km norr om huvudstaden Helsingfors. Toppen på Pientsuvaara är 314 meter över havet.
Terrängen runt Pientsuvaara är platt, och sluttar söderut.Trakten runt Pientsuvaara är nära nog obefolkad, med mindre än två invånare per kvadratkilometer. Närmaste större samhälle är Hetta, 17,4 km väster om Pientsuvaara. 